# 萨姆滕斯
萨姆滕斯是德国梅克伦堡-前波莫瑞州的一个市镇。总面积32.44平方公里，总人口1920人，其中男性939人，女性981人（2011年12月31日），人口密度59人/平方公里。